# Vol Aer Lingus 164
 (janvier 2021).
Si vous disposez d'ouvrages ou d'articles de référence ou si vous connaissez des sites web de qualité traitant du thème abordé ici, merci de compléter l'article en donnant les références utiles à sa vérifiabilité et en les liant à la section « Notes et références ».
Le vol Aer Lingus 164 est un vol régulier de passagers effectué sur un Boeing 737-200 qui a été détourné le 2 mai 1981, en provenance de l'aéroport de Dublin en Irlande et à destination de l'aéroport de Londres Heathrow au Royaume-Uni.

## Déroulement
Alors qu'il s'apprêtait à atterrir à Heathrow, environ cinq minutes avant l'atterrissage, un Australien de 55 ans, Laurence James Downey, est allé aux toilettes et s'est aspergé d'essence. Il est ensuite allé au poste de pilotage et a exigé que l'avion continue sur l'aéroport du Touquet-Côte d'Opale en France, et y ravitaille pour un vol à destination de Téhéran, en Iran. Lors de son atterrissage au Touquet, Downey exigea de plus la publication dans la presse irlandaise d'une déclaration de neuf pages qu'il avait fait jeter par le capitaine depuis la fenêtre du poste de pilotage.

### Impasse et dénouement
Après une impasse de huit heures (au cours de laquelle Downey libère 11 de ses 112 otages), le groupement d’intervention de la gendarmerie nationale prend d'assaut l'avion et Laurence James Downey est appréhendé. Aucun coup de feu n'est tiré et personne n'est blessé. 
Il est apparu que Downey était recherché par la police à Perth, en Australie, dans le cadre d'une fraude foncière de 70 000 $. Il était également recherché à Shannon, en Irlande, pour agression présumée. 
En février 1983, il est condamné à Saint-Omer, en France, à cinq ans d'emprisonnement pour piraterie aérienne.